# Pařezská Lhota
Pařezská Lhota je vesnice, část obce Holín v okrese Jičín. Nachází se asi 4,5 km na severozápad od Holína. V roce 2009 zde bylo evidováno 108 adres. V roce 2001 zde trvale žilo 52 obyvatel.
Pařezská Lhota je také název katastrálního území o rozloze 1,61 km2.

## Historie
První písemná zmínka o obci pochází z roku 1542.

## Pamětihodnosti
- Hrad Pařez, zřícenina
- Přírodní rezervace Prachovské skály
- Přírodní památka Oborská luka

## Fotogalerie

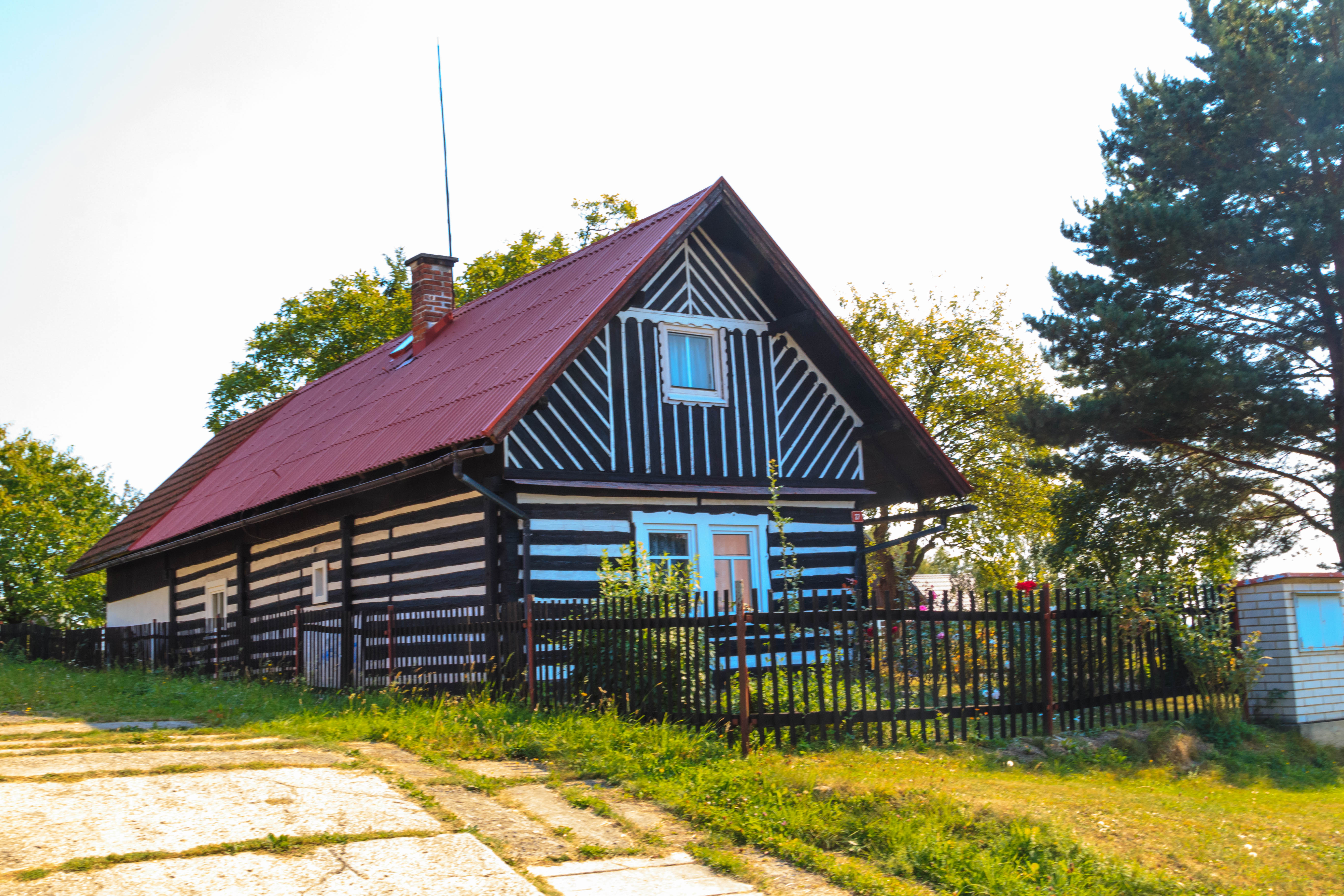
Pařezská Lhota - č. 27
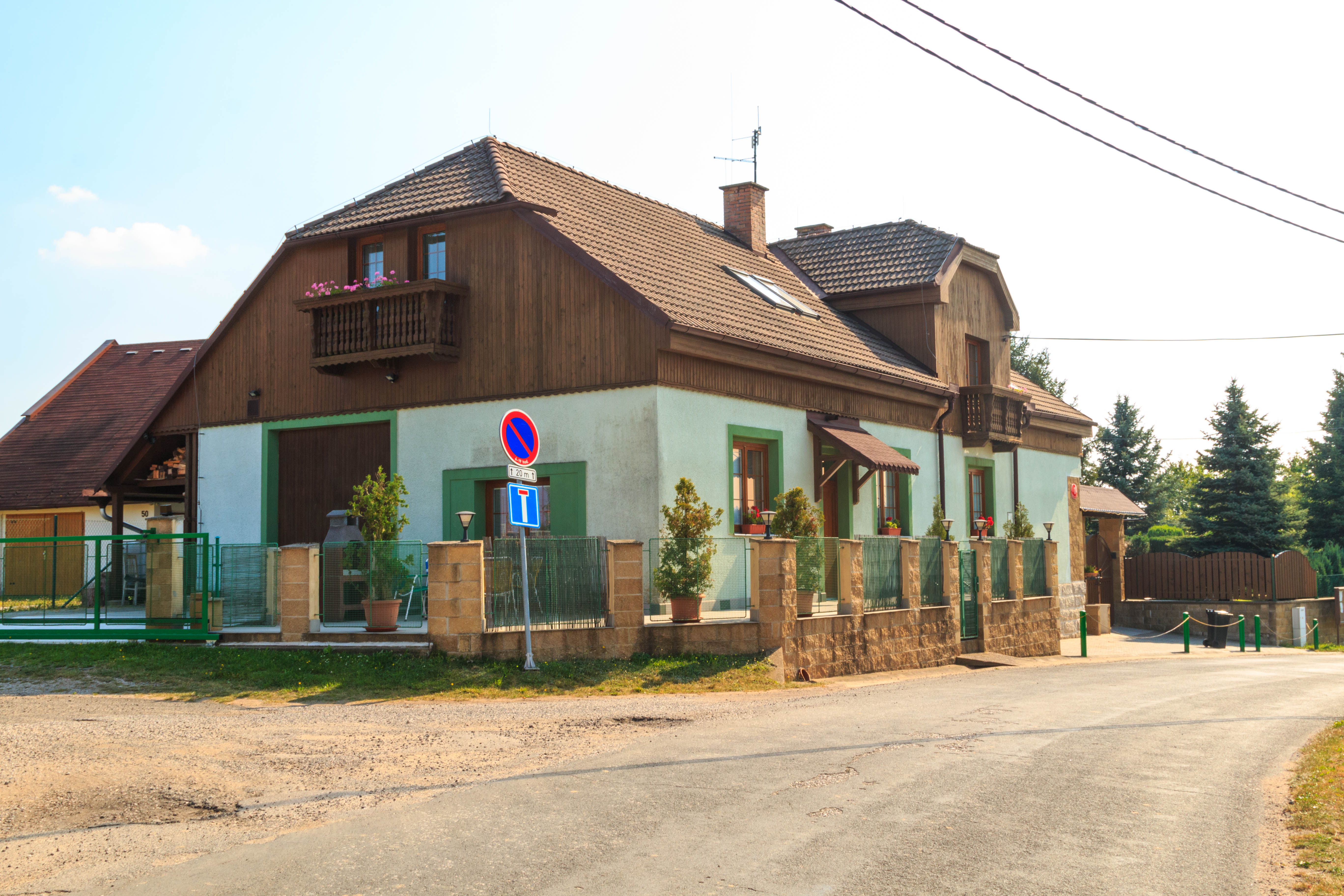
Pařezská Lhota - čp. 1
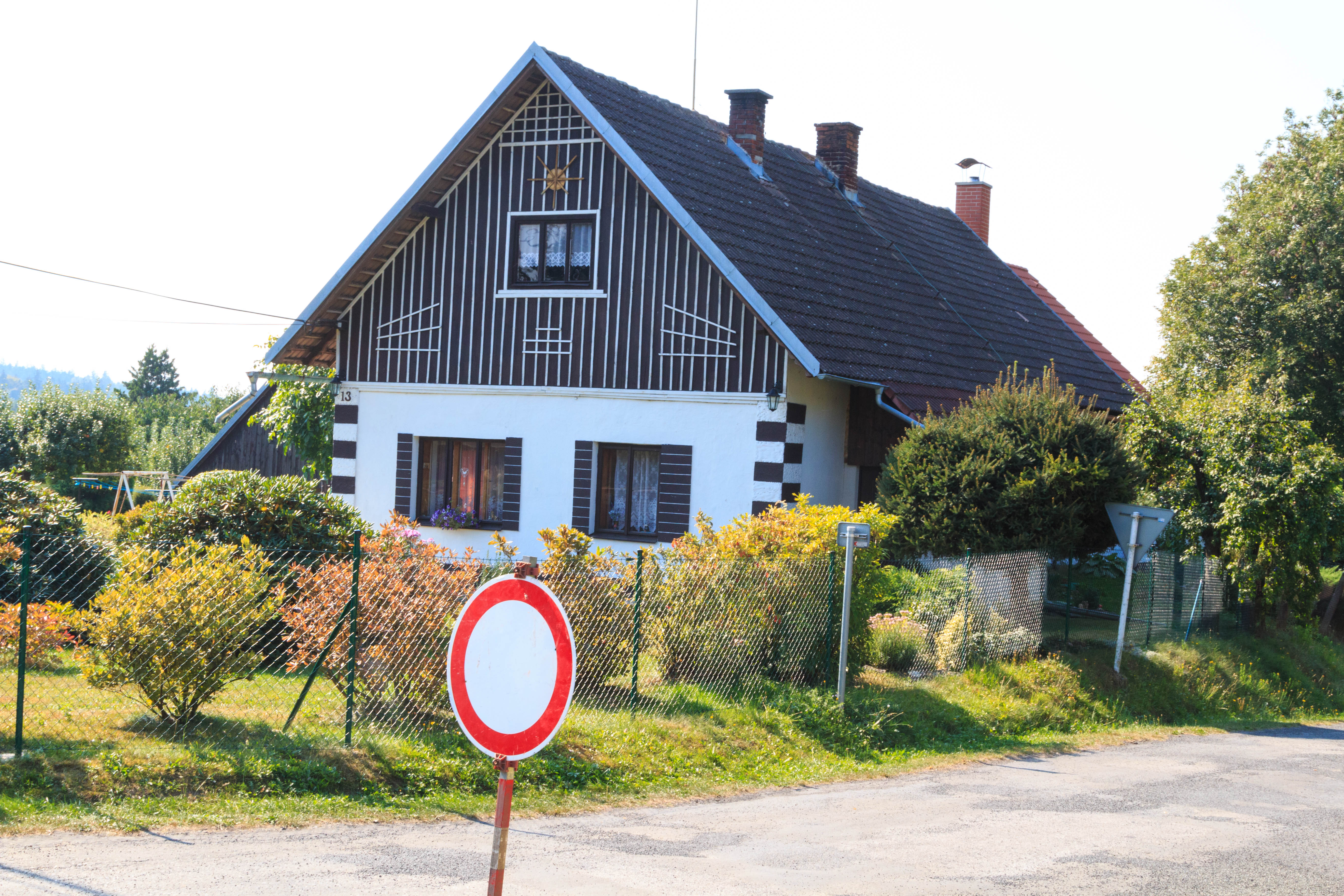
Pařezská Lhota - čp. 13
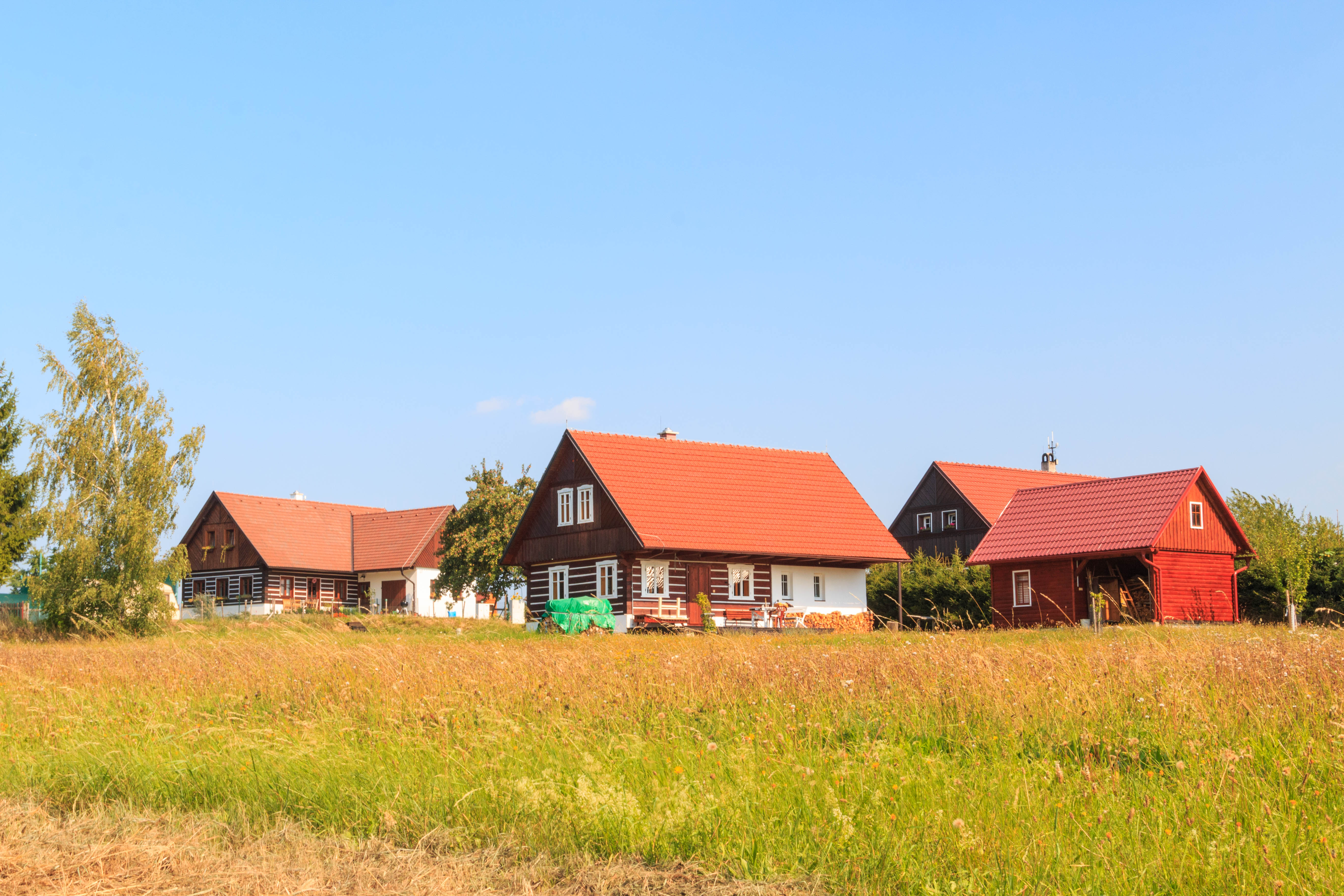
Pařezská Lhota - č. 108